# يو هيون جي
يو هيون جي (الكورية: 유현지) مواليد 16 يوليو 1984، هي لاعبة كرة يد كورية جنوبية تلعب كمحور. مثلت منتخب كوريا الجنوبية لكرة اليد للسيدات. شاركت في دورة الألعاب الأولمبية الصيفية سنة 2016.

## سجل المنافسة
شاركت في البطولات التالية:
- الألعاب الأولمبية الصيفية 2016
- بطولة العالم لكرة اليد للسيدات 2013
- بطولة العالم لكرة اليد للسيدات 2015

## روابط خارجية
- يو هيون جي على موقع أوليمبيديا (الإنجليزية)